# Władimir Czełomiej
Władimir Nikołajewicz Czełomiej (ukr. Володимир Миколайович Челомей, ros. Влади́мир Никола́евич Челоме́й, ur. 30 czerwca 1914 w Siedlcach, zm. 8 grudnia 1984 w Moskwie) – radziecki inżynier pochodzenia ukraińskiego, konstruktor maszyn, rakiet balistycznych i kosmicznych; jedna z czołowych postaci radzieckiego programu kosmicznego – konstruktor rakiet Proton.

## Dzieciństwo i studia
Władimir Czełomiej urodził się w rodzinie ukraińskich nauczycieli niedługo przed wybuchem I wojny światowej w Siedlcach, leżących wtedy w granicach kongresowego Królestwa Polskiego, będącego w unii personalnej z Imperium Rosyjskim. Gdy miał trzy miesiące i front wojenny zbliżył się do miasta, wraz z rodziną przeniósł się do Połtawy. Czełomiejowie przenieśli się ponownie, tym razem do Kijowa, gdy miał 12 lat.
W 1932 wstąpił na Politechnikę Kijowską (8 lat wcześniej studiował na niej Siergiej Korolow), gdzie szybko zaczął się wybijać. W 1936 opublikował pierwszą pracę naukową, Analizę wektorową. W wieku 24 lat miał już na koncie 14 publikacji. W tym samym czasie uczęszczał na wykłady z analizy matematycznej, rachunku różniczkowego, fizyki matematycznej, teorii elastyczności i mechaniki, na Uniwersytecie Kijowskim. Był również słuchaczem wykładów Tullio Leviego-Civity w Akademii Nauk Ukraińskiej Republiki Radzieckiej. W tym czasie Czełomiej zainteresował się mechaniką i teorią oscylacji, którymi parał się przez resztę życia. Uczelnię skończył w 1937 roku z wyróżnieniem. Następnie pracował jako wykładowca i w 1939 obronił dyplom kandydata nauk (doktorski). W 1940 otrzymał jedno z 50 rocznych stypendiów Stalina.

## II wojna światowa
W 1941 roku wstąpił do WKP(b). W czasie wojny Czełomiej pracował w Centralnym Instytucie Budowy Silników Lotniczych im. Baranowa (TsIAM) w Moskwie. Dzięki wsparciu Wolikowa, ministra lotnictwa ZSRR, założył zespół konstrukcyjny, którego prace doprowadziły do budowy w 1942 roku, niezależnie od inżynierów niemieckich, pierwszego silnika pulsacyjnego. Wzbudził skandal na uczelni wywieszając na drzwiach swojego pokoju tabliczkę z napisem „profesor Czełomiej”, nie mając jeszcze habilitacji.
14 czerwca 1944 roku został wezwany na Kreml przez Gieorgija Malenkowa, aby przyjrzeć się sprowadzonym szczątkom niemieckiego pocisku odrzutowego V-1, które w tym czasie spadały na Wielką Brytanię. Młody inżynier zdobył uznanie marszałka lotnictwa ZSRR Nowikowa, który zlecił mu jak najszybsze zaprojektowanie, zbudowanie i przetestowanie radzieckiego odpowiednika nowej nazistowskiej broni. 19 października 1944 Czełomiej został mianowany dyrektorem i głównym konstruktorem doświadczalnego biura konstrukcyjnego OKB-51 – decyzją Komitetu Obrony Narodowej ZSRR i komisarza ludowego ds. przemysłu lotniczego Aleksieja Szachurina – zastępując zmarłego Nikołaja Polikarpowa.
Do końca 1944 roku udało mu się zrekonstruować silnik V-1, a wiosną 1945 roku odbyły się pierwsze testy jego odpowiednika, pocisku 10Ch, odpalanego z samolotów Pe-2 w Kazachstanie. Znaczącym jest, że prace Czełomieja i jego współpracowników, w odróżnieniu od prac Korolowa czy Głuszki, odbywały się bez pomocy niemieckich naukowców i inżynierów przechwyconych podczas zajmowania terenów III Rzeszy.

## Dalsza kariera
Nowy silnik pulsacyjny został publicznie pokazany w 1947 w myśliwcu Ła-11, podczas pokazów lotniczych w Tuszynie. Prowadzono wówczas prace nad pociskiem 10Ch i jego lotniczą wersją 16Ch. Pocisk 10Ch został dopracowany w 1948 roku, lecz nie trafił już do produkcji.
Brak realnych sukcesów biura OKB-51, które opierało prace na starej już niemieckiej konstrukcji, oraz wynikające z niektórych relacji popadnięcie Czełomieja w niełaskę Stalina spowodowały, że 19 lutego 1953 roku biuro OKB-51 zostało włączone w skład biura OKB-155 Mikojana i Guriewicza, które przejęło prace nad radzieckimi pociskami manewrującymi. Dodatkowo, biurem MiG kierował brat ministra Anastasa Mikojana – Artiom, a biurem KB-1, opracowującym układ naprowadzania pocisku Komieta, kierował Siergiej Beria, syn szefa tajnej policji Ławrientija Berii.
W 1951 Czełomiej uzyskał tytuł doktora nauk (odpowiednik polskiego doktora habilitowanego) na moskiewskiej Wyższej Szkole Techniki imienia Baumana. Rok później otrzymał tytuł profesorski na tej samej uczelni. Specjalizował się tam w dynamice maszyn, wibracjach, elastyczności i teorii serwomechanizmów.
Po śmierci Stalina i Berii w 1953, o Czełomieju przypomniał sobie Gieorgij Malenkow. Czełomiej przekonał sekretarza partii do idei skrzydlatych rakietowych pocisków przeciwokrętowych, które mogłyby być wystrzeliwane z okrętów nawodnych i podwodnych. Dla Armii Radzieckiej była to świetna propozycja zrównoważenia amerykańskiej dominacji na morzach.
Dekretem ministra przemysłu lotniczego z 9 sierpnia 1954 roku Czełomiej został mianowany dyrektorem Specjalnej Grupy Projektowej (ros. SKG) w zakładach silnikowych nr 500 w Tuszynie pod Moskwą. W lipcu 1955 roku SKG przekształcono w biuro projektowe OKB-52 pod kierownictwem Czełomieja jako głównego konstruktora. Biuro przeniesiono do niewielkich zakładów mechanicznych w Rieutowie pod Moskwą, gdzie kontynuowało podjęte z własnej inicjatywy prace nad nowymi skrzydlatymi pociskami rakietowymi dla okrętów podwodnych.
W 1955 roku Czełomiej uzyskał zlecenie na opracowanie skrzydlatego pocisku strategicznego P-5. Pocisk ten okazał się lepszy od konkurencyjnego P-10 Bierijewa i w 1959 roku został przyjęty na uzbrojenie. Za skonstruowanie pocisku P-5 Czełomiej w 1959 roku otrzymał tytuł Bohatera Pracy Socjalistycznej i wraz z zespołem Nagrodę Leninowską. Rozwinięciem P-5 stały się pociski przeciwokrętowe P-6 i P-35, również przyjęte na uzbrojenie.
W trakcie prac nad pociskiem P-5 zaczął konstatować, że to pociski balistyczne, a nie skrzydlate rakiety będą w przyszłości decydującym środkiem walki, jako że nadal nie wynaleziono skutecznego sposobu ich zwalczania. Rakiety takie dawały też możliwość lotów kosmicznych, co zaczęło coraz bardziej interesować Czełomieja. W końcu lat 50. XX wieku Czełomiej zaczął badać możliwości używania technologii rakiet skrzydlatych do lotów kosmicznych, dając początek serii projektów Kosmoplan, statków o budowie modułowej. Miały to być pojazdy o dużych zdolnościach do manewrowania, z różnymi silnikami (na paliwa ciekłe, z reaktorami jądrowymi, silnikami jonowymi), wyposażone również w kapsuły powrotne do lądowań na pasach startowych. Gdy latem 1957 roku rakieta R-7 Korolowa ponosiła serię porażek, Czełomiej otwarcie go krytykował i sugerował siebie jako osobę, która powinna go zastąpić w tym zadaniu.
Na przełomie lat 50. i 60. zakończono projektowanie skrzydlatych rakiet P-5 i P-6/P-35 dla marynarki wojennej, które zaprojektowano pod kątem długotrwałego przechowywania w dedykowanych pojemnikach. Czełomiej zaproponował, by tę samą technikę zastosować do rakiet balistycznych i statków kosmicznych. W 1958 roku OKB-52 przedstawiło projekt wielostopniowego międzykontynentalnego pocisku balistycznego, ale projekt ten odrzucono, faworyzując konstrukcję R-36, Michaiła Jangiela. Zaakceptowano za to następny projekt biura, UR-100, który był sowiecką odpowiedzią na amerykański pocisk Minuteman. Dzięki pomysłowi z przechowywaniem rakiet w specjalnych pojemnikach, UR-100 można było odpalić w ciągu 3 minut nawet po 10 latach przechowywania.
W 1958 Czełomiej został również członkiem korespondentem Radzieckiej Akademii Nauk. Tego samego roku doszło do ważnego spotkania Czełomieja z Chruszczowem. 8 marca 1958 biuro OKB-52 wchłonęło zakłady GSNII-642, na mocy dekretu ministerstwa przemysłu lotniczego 293-140 O podporządkowaniu GSNII-642 OKB-52. W tym samym dniu Czełomiej zatrudnił jego syna, Siergieja, jako inżyniera. Zatrudnienie syna wodza Związku Radzieckiego dało Czełomiejowi natychmiastowy i szeroki dostęp do najwyższych możliwych stopni decyzyjnych w kraju. Jego innowacyjne podejście do standaryzacji i masowej produkcji elementów pocisków manewrujących, rakiet balistycznych i statków kosmicznych było zgodne z planami Chruszczowa zakładającymi redukcję środków przeznaczanych na zbrojenia.

## Rozwój rakiet UR
W 1959 roku Czełomiej został mianowany krajowym głównym konstruktorem sprzętu lotniczego.
W 1961 roku Czełomiej i OKB-52 rozpoczęły prace projektowe nad rakietą balistyczną UR-500, którą charakteryzowała bardzo duża moc. Nośność rakiety miała być tak duża, że miała być ona zdolna do wyniesienia małego, dwuosobowego statku kosmicznego na orbitę okołoksiężycową. Tym samym, Czełomiej stał się rywalem dla księżycowych projektów Korolowa. Przekonywał także, że jego nowa rakieta będzie mogła wynosić duże wojskowe stacje kosmiczne. Mając wsparcie Chruszczowa Czełomiej szybko rozbudowywał swoje biuro konstrukcyjne, przejmując inne biura i fabryki rozwiązywane w ramach restrukturyzacji przemysłu obronnego. Jego biuro wchłonęło m.in. biura Ławoczkina i Cybina (marzec 1961). Kluczowym przejęciem było jednak wchłonięcie zakładów imienia Chruniczewa, które wcześniej produkowały ciężkie bombowce dla Miasiszczewa, pociski Buran, i posiadały jedną z najlepszych pozycji w dziedzinie metalurgii i szkieletów lotniczych w Związku Sowieckim. Decyzja o wchłonięciu tych ostatnich zapadła w na kwietniowym spotkaniu z Chruszczowem na Krymie. Tamże Czełomiej przedstawił koncepcję organicznego systemu kosmicznego – kompleksowi wojskowych stacji kosmicznych i fabryk, chronionych wieloma środkami obrony, budowanych i odwiedzanych przez rakiety kosmiczne. Zakłady Chruniczewa wybrano z uwagi na odwołaną produkcję bombowców Miasiszczewa i rakiet Buran, co groziło przestojem w fabrykach. Decyzja o tym została potwierdzona 3 października 1960 dekretem Komitetu Centralnego nr 1057-434 O przeniesieniu biura OKB-23 do filii nr 1 biura OKB-52 i postępach prac systemu antysatelitarnego IS.
Swoje plany odnośnie do UR-500 i kosmoplanów zdecydował się odłożyć, widząc, ile starań wymagałoby odebranie Korolowowi „działki” lotów kosmicznych. Jednak już rok później, w 1960, nadarzyła się okazja, by podjąć tę tematykę. W styczniu 1960 roku Korolow wysłał do Komitetu Centralnego Partii Komunistycznej list z propozycją agresywnego rozwoju sowieckiego programu kosmicznego, naturalnie prowadzonego wyłącznie przez biuro konstrukcyjne Korolowa. Proponował przedstawienie Komitetowi w trzecim kwartale planu rozwoju nowych projektów kosmicznych. W celu omówienia listu spotkał się 3 marca z Chruszczowem. Na spotkaniu popełnił jednak błąd, wspominając, że planu nie konsultował z pozostałymi głównymi konstruktorami. Chruszczow odesłał go po konsensus.
Do 30 maja Korolow przygotował plan uwzględniający udział swoich rywali, czyli Czełomieja i Jangiela. Biuro Czełomieja otrzymało do wykonania 5 zadań:
- rozwój Kosmoplanu zdolnego do lotów do Marsa i Wenus, z możliwością powrotu na Ziemię i lądowania na klasycznym lądowisku
- zaprojektowanie do 1962 roku 600-tonowej rakiety nośnej zdolnej do wysyłania statków kosmicznych do planet – z tego planu powstał później UR-500 „Proton”. Pierwotnie miała być to rakieta spełniająca wymagania GR-2 (rakieta globalna), czyli rodzaju dużego pocisku międzykontynentalnego do rażenia z orbity szczątkowej. Rakieta miała przenosić do 6 głowic o mocy do 2,2 MT każda
- rozwój załogowego rakietoplanu do lotów orbitalnych i lądowania na klasycznych lądowiskach, o masie 10-12 ton, i zasięgu 2500–3000 km
- opracowanie projektu Upravlenniye Sputnik (US) – satelita rozpoznawczy dla marynarki wojennej z reaktorem jądrowym P6
- opracowanie projektu Istrebitel Sputnik  (IS) – broń antysatelitarna składająca się ze specjalnej wersji Kosmoplanu i rakiety UR-200. Ostatecznie projekt zrealizowało biuro Jangiela, z rakietą Cyklon.

Czełomiej otrzymał oficjalną zgodę na zakończenie projektu bezpilotowego Kosmoplanu 23 czerwca 1960 roku, dekretem 715-296 O produkcji różnych rakiet nośnych, satelitów i statków kosmicznych dla kosmicznych sił zbrojnych w latach 1960–1967. Pierwszy lot testowy bezpilotowej wersji Kosmoplanu/Rakietoplanu w skali wykonany został 21 marca 1961 roku. 13 maja dekret reorganizujący pewne aspekty sowieckiego programu kosmicznego pozwolił Czełomiejowi porzucenie międzyplanetarnych wersji Kosmoplanu i skupienie się na księżycowym statku LK-1.
1 lutego 1962 Czełomiej wziął udział w konferencji w Picundzie nad Morzem Czarnym, tajnym pokazie osiągnięć przemysłu rakietowego i kosmicznego dla najwyższych władz ZSRR, gdzie pokazał rakietę UR-200.
Zatwierdzenie projektu UR-500 miało miejsce 24 kwietnia 1962 roku. W tym samym roku został członkiem Radzieckiej Akademii Nauk (sekcja mechaniki). Projekt ukończono w 1963 roku. Rok później udało się rozwiązać fundamentalne problemy techniczne. Jesienią Chruszczow odwiedził Bajkonur, gdzie Czełomiej pokazał mu makietę rakiety UR-500 na nowym stanowisku startowym, transporter rakiety i makietę silosu dla rakiety w wersji wojskowej. Chruszczow miał powiedzieć: co powinniśmy budować – komunizm czy silosy dla UR-500?. Oznaczało to nieprzychylność I sekretarza dla wojskowej wersji nowej rakiety.
W listopadzie 1962 Czełomiej ostatecznie przejął biuro OKB-301 Ławoczkina i OKB-23 Miasiszczewa.
Pod odejściu od władzy Chruszczowa, 13 października 1964, okazało się, że Czełomiej popełnił błąd zaniedbując kontakty z Ustinowem, przewodniczącym komisji przemysłu wojskowego. Pod przywództwem Breżniewa, Ustinow został mianowany sekretarzem ds. obronności i przestrzeni kosmicznej. Co więcej, Ustinow osobiście pogardzał Chruszczowem za starganie pamięci o Stalinie. Komisja ekspertów pod przewodnictwem Mstisława Kiełdysza miała przejrzeć wszystkie projekty Czełomieja i jego biura, i zdecydować o ich kontynuowaniu lub anulowaniu. I tak uznano, że rakieta R-36 Jangiela jest lepsza niż UR-200 i bojowy Kosmoplan. Projekty US i IS przekazano do biura konstrukcyjnego Arsenał z Sankt Petersburga. UR-500 kontynuowano, ale tylko jako rakietę kosmiczną, która miałaby wysłać załogowy statek LK-1 dookoła Księżyca.
Jednak już rok później projekt LK-1 został anulowany, gdy Korolow ponownie przejął kierownictwo nad wszystkimi załogowymi programami księżycowymi. Dzięki przeniesieniu nadzoru na biurem do ministerstwa budowy maszyn i wstawiennictwu zastępcy ministra obrony, Andrieja Grieczki, Czełomiej mógł prowadzić prace nad wojskową stacją kosmiczną Ałmaz i załogowym statkiem kosmicznym TKS. Mimo technicznego potencjału, jego propozycje lądowania na Księżycu (LK-700), misji na Marsa (MK-700), wahadłowca kosmicznego (LKS), zostały odrzucone przez decydentów.
Pierwszy start rakiety UR-500 miał miejsce 16 lipca 1965 roku. Rakiety otrzymały nazwę Proton po nazwie serii satelitów, które wynosiły (Proton 1). Mimo że rakieta Czełomieja nigdy nie zabrała kosmonautów na Księżyc, UR-500 stał się podstawą całej rodziny rakiet Proton, które aż do XXI wieku były jednym z koni roboczych radzieckich i rosyjskich lotów kosmicznych. Wyniosły wszystkie radzieckie i rosyjskie stacje kosmiczne (Salut, Mir), cywilne i wojskowe, i pierwsze elementy Międzynarodowej Stacji Kosmicznej. Biuro Czełomieja odpowiadało także za budowę pierwszych prototypów broni antysatelitarnej (Program Poliot).
28 grudnia 1966 roku Nikołaj Kamanin, w towarzystwie 16 generałów i oficerów, odwiedził biuro konstrukcyjne Czełomieja. Ten spędza z nimi 5 godzin, co było najdłuższym spotkaniem Czełomieja z Kamaninem i Werszininem do tej pory. Goście są pod wrażeniem makiety Ałmaza i biura – kompetencji ludzi, porządku w warsztatach i jakości wykonania. OKB-52 przypomina im bardziej nowoczesną fabrykę samolotów niż fabrykę broni. Kamamin obiecał kolejną wizytę. W podziękowaniu za gościnność Kamanin przesłał Czełomiejowi nagrania z lotów Gemini 6, 7, 11 i z programu Apollo.
Niedługo po akceptacji drugiej fazy projektu Ałmaz, w styczniu 1976 Grieczko doznał ataku serca, co sprawiło, że Czełomiej stracił swojego najbardziej aktywnego patrona. W końcu doprowadziło to do anulowania całego programu Ałmaz przez Ustinowa 19 grudnia 1981 roku, a biuro Czełomieja miało skupić się na rozwoju pocisków międzykontynentalnych.

## Śmierć
Czełomiej pozostawał w dobrym zdrowiu do czasu wypadku w grudniu 1984. Podczas zamykania drzwi garażu przygniótł go jego mercedes. Z objawami złamania nogi został przewieziony ze swojej daczy do jednego z moskiewskich szpitali. Zmarł na skutek rozległego zatoru w trakcie rozmowy telefonicznej z żoną. Spoczął na cmentarzu Nowodziewiczym w Moskwie.

## Odznaczenia i nagrody
- Bohater Pracy Socjalistycznej (1959, 1963)
- Nagroda Państwowa ZSRR (1967, 1974, 1982)
- Nagroda Leninowska (1959)
- Order Lenina (czterokrotnie)
- Order Rewolucji Październikowej
- Medal Żukowa za nadzwyczajny wkład w awiację (1975)
- Medal Lapunowa za nadzwyczajny wkład w matematykę i mechanikę
- członek Akademii Nauk ZSRR od 1962 (członek korespondent od 1958)
- członek korespondent Międzynarodowej Akademii Astronautyki (International Academy of Astronautics) od 1974